# Adolf von Nassau (Oranien)

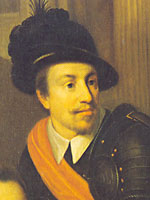
Adolf von Nassau

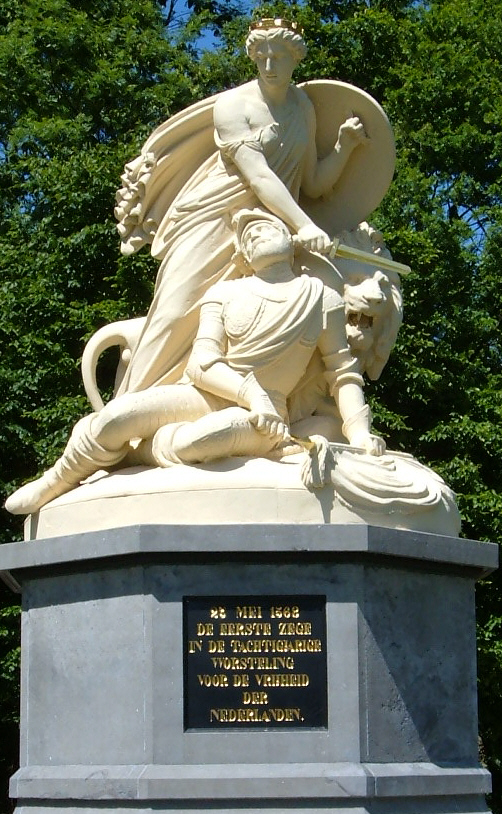
Monument für Adolf von Nassau in Heiligerlee von Joseph Geefs nach einem Entwurf von Johannes Hinderikus Egenberger

Adolf von Nassau (* 11. Juli 1540 in Dillenburg; † 23. Mai 1568 bei der Schlacht von Heiligerlee), Graf von Nassau, war der vierte Sohn von Wilhelm von Nassau und Juliana zu Stolberg. Adolf war der zweitjüngste Bruder von Wilhelm von Oranien.
Nachdem er in Wittenberg studiert hatte, kämpfte Adolf von Nassau  1564 im Dänisch-Schwedischen Dreikronenkrieg. Der Kritiker der Hexenverfolgung Johann Weyer (1515/16–1588) berichtet, dass er sich dort entschieden gegen den Hexenwahn seiner Kameraden gewandt hat. Im Jahr 1566 nahm er am 2. Österreichischen Krieg gegen die Türken teil, die immer tiefer in Europa eindringen konnten. Im Jahr 1568 stritt er in Brabant an der Seite seines Bruders Wilhelm, als er den Kampf gegen Philipp II. aufnahm.

## Schlacht bei Heiligerlee
Adolf zog dann als Befehlshaber der Kavallerie mit seinem anderen Bruder Ludwig und dessen Truppen Richtung Norden, wo sie bei Heiligerlee auf spanische Truppen unter Johann von Ligne trafen. Am 23. Mai 1568 kam es zum Gefecht zwischen den Gegnern. Nachdem die staatischen Truppen die Spanier eingeschlossen hatten, ging Adolfs Pferd mit ihm durch und kam erst inmitten der feindlichen Truppen zum Stehen. Johann von Ligne stürzte sich persönlich auf Adolf und tötete ihn und zwei Reiter, die zur Hilfe kamen. Kurz darauf wurde der Täter niedergeschossen und starb.

## Grabstätte
Adolfs Leichnam wurde zunächst in einer Klosterkirche in der Nähe von Groningen beigesetzt. Aus Sorge vor der Rache der Spanier wurde dann aber eine sicherere Grabstelle gesucht, einer Urkunde zufolge in einer „nahegelegenen Stadt“. Laut dem niederländischen Historiker Lammert Doedens kämen diesbezüglich zunächst die ostfriesischen Städte Emden, Leer oder Aurich in Frage. Bei seinen Forschungen stieß Doedens auf das Taufbuch des Mauritz von Oranien, des Neffen Adolfs. Dessen Pate war Graf Anton I. von Oldenburg, was auf eine enge Beziehung zum protestantischen Oldenburger Grafenhaus schließen ließe. Zudem sei ein Aufenthalt Ludwigs von Nassau in Oldenburg belegt, kurz nach der Bestattung seines Bruders. Ludwig sei dabei aber nicht offiziell im Schloss, sondern in einem Stadthaus untergebracht gewesen. Doedens vermutet, dass dabei Geheimverhandlungen für die Überführung des Leichnams ins sichere Oldenburg geführt wurden.
Im Heizungskeller der Oldenburger Lambertikirche liegen nach einer Heizungssanierung seit 1937 in einem Sammelsarg Gebeine unklarer Herkunft. Doedens vermutet darunter auch die sterblichen Überreste Adolfs. DNA-Untersuchungen wurden 2016 durch Anthropologen der Georg-August-Universität Göttingen durchgeführt. Es wurden die Überreste von mindestens 30 Individuen gefunden, darunter ein annähernd komplett erhaltenes Skelett. Es wird vermutet, dass es sich bei dem Skelett um die Überreste des Grafen Christoph von Oldenburg handelt, der die Reformation in Oldenburg eingeführt hatte.